# 다수정
다수정(多受精)은 생물학에서 하나의 난자에 한 개 이상의 정자가 동시에 수정되는 현상이다. 이배수체 유기체는 일반적으로 부모로부터 하나씩 받은 각 염색체의 두 복사본을 포함한다.

## 다수정의 방지
다수의 정자와 하나의 난자가 수정하게 되면 배아가 발생 중에 죽게 되거나 비정상적으로 발생한다. 다수정 방지 기작은 급속 방지와 완만 방지가 있다.

### 급속 방지
유성생식하는 유기체의 난자는 다수정 상황을 피하기 위해 적응한다. 급속 방지는 성게에서 관찰되지만 포유류에서는 관찰되지 않는다.
정자와 난자가 융합할 때, 빈딘과 빈딘 수용체가 결합될 때 난자의 세포 안으로 Na+가 유입되어 탈분극된다. 빈딘은 정자의 머리부분에 있는 첨체에 들어있는 물질이고 빈딘의 수용체는 난자의 난황막과 세포막에 걸쳐져 있다.

### 완만 방지
빈딘과 빈딘 수용체가 결합하게 되면 신호전달을 통해 세포질에 Ca2+가 증가한다. 이로써 피층반응이 일어난다. 정자의 피층 과립이 세포외도입을 통해 안에 있던 여러 가수 분해 효소들이 빈딘 수용체를 분해한다. 또한 위란강 사이에 다당류와 같은 탄수화물이 증가하고 삼투압이 높아짐으로서 물이 유입된다. 따라서 위란강의 직경이 증가하고 수정막이 형성되어 다수정을 방지한다.